# (22827) Arvernia
(22827) Arvernia ist ein Asteroid des Hauptgürtels, der am 8. September 1999 vom belgischen Astronomen Thierry Pauwels am Observatoire royal de Belgique (IAU-Code 012) in Uccle in Belgien entdeckt wurde.
Der Asteroid ist nach der lateinischen Bezeichnung für die zentralfranzösische Region Auvergne benannt.